# Lepidium draba
Passerage drave
Espèce
Statut de conservation UICN

 LC  : Préoccupation mineure
Lepidium draba, la Passerage drave (appelé aussi Pain blanc ou Brocoli sauvage), est une espèce de plantes herbacées vivaces de la famille des Brassicacées, comestible.

## Synonymes
- Cardaria brachysepala Opiz
- Cardaria draba (L.) Desv[1]. subsp. draba

## Description
L. draba est une petite plante vivace de 30 à 60 cm de hauteur, couverte de courts poils blanchâtres. La tige est rameuse supérieurement, à rameaux les uns nus, les autres feuillés. Les feuilles alternes sont oblongues, larges parfois de plus de 2 cm, embrassant la tige par 2 lobes aigus, irrégulièrement sinuées et dentées.
Elle forme souvent d'importantes colonies.

## Habitats
Lepidum draba pousse aux abords des chemins, dans les sous-bois et dans les champs.

## Utilisation
Les jeunes feuilles peuvent être ajoutées aux salades. Les jeunes pousses ou les boutons floraux, cueillis au printemps, sont consommés crus, cuits à la vapeur ou poêles à la manière du brocoli. Les fleurs peuvent accompagner les salades ou se préparer en infusion. Les graines peuvent être utilisées pour composer une moutarde ou être employées comme du poivre.